# Jang-geum
Jang-geum   (Dinastia Joseon, segle XV - Dinastia Joseon, segle XVI) és famosa per ser la primera dona en esdevenir metgessa reial en història coreana. Apareix esmentada 10 cops en el Anals de la Dinastia Joseon. És sabut que el rei Jungjong va quedar complagut amb el coneixement mèdic de Jang-geum i va confiar-li la cura de la família reial. Des d'aquell moment, Jang-geum esdevenia el tercer membre més important de la cort i li va ser concedit l'ús del prefix Dae (coreà: 대; Hanja: 大; RR: Dae; Senyor: Tae) (quin significa "gran" en coreà) abans del seu primer nom.
Algunes fonts testifiquen que Jang-geum ralment existí, si bé aquest tema encara és font de debat entre els acadèmics.

## Aparició en els Anals de la dinastia Joseon
El nom de "Jang-geum (長今)", tot i que en ocasions es fa servir el sobrenom de la "dona doctor" (uinyeo; 醫女), apareix en 10 ocasions:
1. 04 d'abril de 1515: Alguns agents de tribunal van enviar peticions a King Jungjong per a que castigués severament tots els uinyeo que havien assistit a la recentment difunta Reina (Reina Janggyeong), incloent Jang-geum."[4] La Reina Janggyeong (la segona esposa de Jungjong) va morir a la mitjanit passada, el 16 de març, a causa de les complicacions post part que resultaren del naixement de l'hereu legítim" (el futur King Injong; 10 de març).[5][6][7] Aquesta és la primera vegada que el nom de Jang-geum apareix en el Anals.
2. 05 d'abril de 1515: En resposta a la petició anterior, King Jungjong la va rebutjar: "Jang-geum mereix un gran reconeixement per la seva funció en el part segur (de la Reina), però mai no la he premiat per la seva actuació. Ara vosaltres em demanau que la castigui perquè la Reina és morta, però jo, així com no la premiava, tampoc la castigaré."[8]
3. 24 de setembre de 1522: es registren els premis que rebé l'equip mèdic després que la reina mare (Reina Jeonghyeon) es recuperés d'una malaltia.[9] Jang-geum (Així com un amic uinyeo) va ser premiada amb 10 sacs d'arròs i 10 sacs de mongetes.
4. 08 de gener de 1525: Jungjong comenta, després d'una malaltia: "[…] Tanmateix, Dae Jang-geum (大長今) era millor que qualsevol altre uinyeo. Com a resultat, se li permité vigilar el Rei".[10] Aquest és el primer cas enregistrat en el anals on apareix el títol "dae" (大 "gran") unit al nom de Jang-geum.
5. 06 de març de 1533: Jungjong comenta sobre el seu estat de salut: "m'he recuperat d'una malaltia de diversos mesos. Els metges reials mereixen elogi i recompensa. […] Tant Uinyeo Dae Jang-geum com Kye-geum seran premiats amb 15 sacs d'arròs, 15 sacs de mongetes, i 10 panys de tela."[11]
6. 21 de febrer 1544: Jungjong comentat en una ordre: "no he estat capaç d'executar els meus deures durant molt temps des que em vaig refredar. Fa uns quants dies, vaig assistir a un seminari acadèmic (per parlar filosofia), però el temps fred va fer que empitjorés la meva salut. Jo ja havia dit als metges reials Parc Se-geo i Hong Chim, així com a uinyeo Dae Jang-geum i Eun-bi, que li diguéssin la recepta a l'oficial mèdic al càrrec. [...]"[12]
7. 02 març de1544: En relació al punt anterior, Jungjong acabà recuperant-se del refredat i es té registre del premi que donà als metges reials i al seu personal:[13] Dae Jang-geum va ser premiada amb 5 sacs d'arròs i mongetes. Aquest és el darrer registre dels anals on el títol "dae" apareix relacionat a Jang-geum.
8. 09 de novembre de 1544: Els anals enregistren una conversa entre els principals ministres de la cort i Jang-geum, en la que s'interessaven per la salut de Jungjong. Poc abans els metges Parc Se-geo i Hong Chim havien examinat el pols de Jungjong i li havien presquit medicació.Jang-geum digué: "sa majestat es va dormir al voltant mitjanit ahir, i també ha dormit per un temps curt a l'horabaixa. Orina bé, però ha estat restret uns tres dies."[14]
9. 10 de novembre de 1544: Jungjong comenta (amb relació a alguns parents que envien cartes desitjant que es recuperi): "encara tinc restrenyiment. La prescripció mèdica continua sota discussió. La metgessa ho sap tot sobre la meva condició", referint-se a Jang-geum. La resposta d'aquesta va ser inserida com a nota marginal complementària.[15]
10. 13 de novembre de 1544: El anals informen que Jungjong es recuperà i que aquest fet va ser transmès a ministres els quals van anar a saludar-lo. Després Jungjong concedí un dia de vacances a tots els oficials mèdics que l'havien atès. Jungjong esmenta particularment que Jang-geum el va visitar al matí, i li va dir que havia revisat les seves deposicions i que sentí un alleugeriment immens.[16] Aquest és el darrer registre, així com la darrera menció directa de Jang-geum en el anals. 16 dies més tard (29 novembre), Jungjong morí.[17]

## Mencions en altres anals mèdics
Jang-geum també apareix esmentada al llibre titulat "Diari de l'oficial mèdic de la dinastia Yi" El que segueix és un text felicitant les fites assolides tal com com es registra al diari mèdic.
"la dama metge Jang-geum, els orígens de la qual no poden ser traçats, va rebre el dret de tractament "Dae Jang-geum" a través d'un edicte emès pel 11è rei de Corea, Jungjong, en el 18è any del seu regnat [1524-1525]. En aquell temps, no hi hi havia cap precedent d'una metgessa que hagués tractat un rei, però el rei confià en el mètode de Jang-geum per a tractar malalties alimentàries. Jang-geum, amb la concessió del dret d'utilitzar "Dae" en el seu nom, és certament una dona èpica el nom de la qual serà recordat en els llibres d'història."

## Cultura popular
- Representada per Lee Young-ae en la sèrie de televisió Dae Jang Geum de la MBC (2003–2004)
- Representada per Kim Mi-kyung en la sèrie de televisió El Fugitiu de Joseon de la KBS2 (2013)
- Representada en la sèrie <i id="mwdA">Flors de</i> la presó sèrie de la MBC (2016)